# ليزا كوين
ليزا كوين (بالإنجليزية: Lisa Quinn)‏ هي سيدة أعمال وصحفية أمريكية، ولدت في 1967.